# قراف حبشي
القُراف الحبشي (الاسم العلمي: Felicia abyssinica)، نوع من النباتات العشبية المعمرة والمُزهرة المنتمية إلى جنس القراف وفصيلة النجمية. تطول من 5-50 (-90) سم. مواطنها في السعودية، الصومال، إثيوبيا، كينيا، تنزانيا، زامبيا.